# 徐存德
徐存德（1558年—？），字恒甫，號恒菴，湖廣黃州府蘄水縣人，民籍，明朝政治人物。同進士出身。

## 生平
萬曆十年（1582年）壬午科湖廣鄉試五十二名，萬曆十四年（1586年）丙戌科會試二百二十二名，登三甲第一百七十五名進士。吏部观政，本年十二月授江西安仁縣知縣，十五年十二月調繁浙江仁和县，二十年升南户部主事。

## 家族
曾祖徐吉貞，弘治十一年戊午科舉人，曾任奉政大夫南戶部郎中致仕、祀名宦入至乡贤；祖父徐漳，曾任太學生；父徐步雲，嘉靖十九年庚子科舉人，曾任知縣致仕。母胡氏。永感下。兄存忠、存孝、存謙、存恭、存敬、存義，俱庠生；存謨。弟存訓、存譯、存裕、存讓。